# Џорџтаун (Колорадо)
Џорџтаун (енгл. Georgetown) град је у америчкој савезној држави Колорадо.

## Демографија
По попису из 2010. године број становника је 1.034, што је 54 (-5,0%) становника мање него 2000. године.
| Група             | 2000.         | 2010.       |
| Белци             | 1.019 (93,7%) | 901 (87,1%) |
| Афроамериканци    | 2 (0,2%)      | 14 (1,4%)   |
| Азијати           | 3 (0,3%)      | 8 (0,8%)    |
| Хиспаноамериканци | 48 (4,4%)     | 87 (8,4%)   |
| Укупно            | 1.088         | 1.034       |